# Gmina Tierp
Gmina Tierp (szw. Tierps kommun) – gmina w Szwecji, w regionie Uppsala, z siedzibą w Tierp.
Pod względem zaludnienia Tierp jest 119. gminą w Szwecji. Zamieszkuje ją 20 061 osób, z czego 49,69% to kobiety (9968) i 50,31% to mężczyźni (10 093). W gminie zameldowanych jest 515 cudzoziemców. Na każdy kilometr kwadratowy przypada 13 mieszkańców. Pod względem wielkości gmina zajmuje 60. miejsce.

## Miejscowości
Miejscowości (szw. tätort) w gminie Tierp według liczby mieszkańców w 2010:
- Tierp (5587 mieszkańców)
- Örbyhus (1984 mieszkańców)
- Söderfors (1572 mieszkańców)
- Karlholmsbruk (1150 mieszkańców)
- Skärplinge (673 mieszkańców)
- Månkarbo (666 mieszkańców)
- Tobo (607 mieszkańców)
- Mehedeby (463 mieszkańców)
- Upplanda (364 mieszkańców)